# Приватизація підприємств в Україні

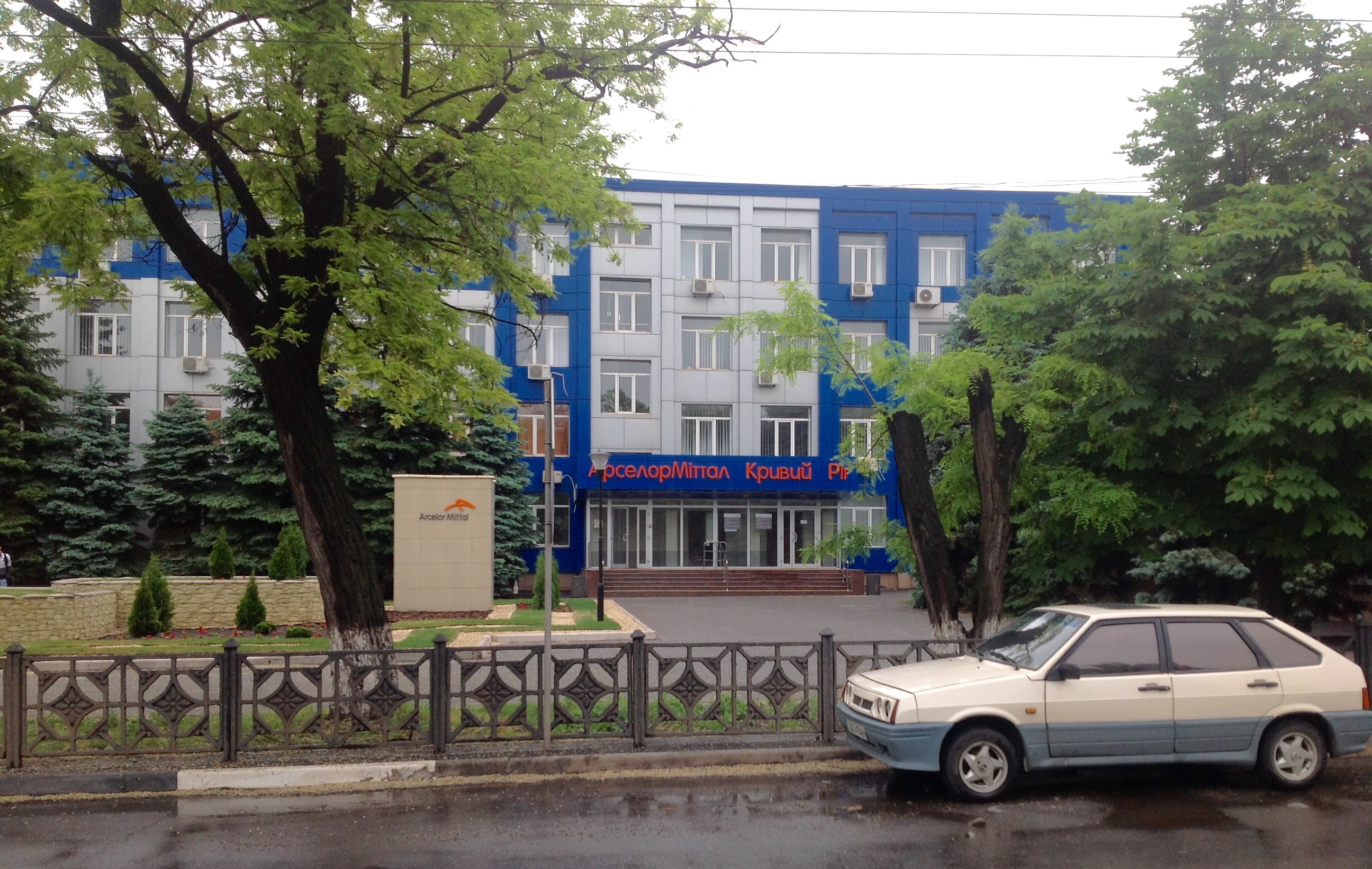
Криворіжсталь, приватизоване, вилучене у держвласність та повторно реприватизоване підприємство

Приватизація державного майна — платне відчуження майна, що перебуває у державній власності, у тому числі разом із земельною ділянкою державної власності, на якій розташований об’єкт, що підлягає приватизації, на користь фізичних та юридичних осіб, які можуть бути покупцями.

## Цілі
Метою є підвищення ефективності роботи підприємства та залучення отриманих коштів під приватизації для здійснення структурної перебудови національної економіки. Паралельним явищем, коли власність переходить трудовому колективу підприємства є процес роздержавлення, зворотнім явищем приватизації держмайна є націоналізація.
Приватизація майна держави є супроводжуючим явищем переходу країни до ринкової економіки. Програми приватизації діють не тільки на економічну сферу, але і проявляються у політичній, соціальній, правовій та інших сферах. Приватизація держмайна зменшує обсяги державного сектору економіки у сторону зростання фінансових ресурсів, що перебувають у власності фізичних та юридичних осіб. Приватизація держмайна залучаються іноземні інвестиції, відбуваються зміни відносин у власності, приватна власність починає пристосувуватись до умов ринку та конкуренції. Державні органи управління при цьому можуть залишати за собою економічні важелі впливу на приватизовану власність.

## Результати
За 2024 рік до держбюджету приватизація принесла рекордні 9,9 млрд ₴, зокрема приватизація однієї лише ОГХК принесла майже 4 млрд ₴. Всі авкціони відбувалися онлайн.

## Фонд держмайна України
Фонд державного майна України виступає центральним органом виконавчої влади із спеціальним статусом, що реалізує політику у сфері приватизації, оренди, використання, відчуження, управління державного майна і корпоративних прав держави, а також регулює професійну оціночну діяльність в Україні. Місія Фонду полягає у підвищенні інвестиційної привабливості і конкурентоспроможності економіки України. 